# Primera iglesia parroquial en Plymouth
La Primera iglesia parroquial en Plymouth es una iglesia histórica unitaria universalista ubicada en la base de Burial Hill, en la plaza de la ciudad, en Leyden Street, en Plymouth, Massachusetts (Estados Unidos). Fundada en 1620 por los Padres peregrinos en Plymouth, es la congregación de iglesia más antigua en los Estados Unidos en operación continua.[cita requerida]

## Historia

### Congregación
La congregación fue fundada en la comunidad inglesa de Scrooby en 1606 por los Padres Peregrinos, un grupo de cristianos protestantes. Después de emigrar a América del Norte en 1620, la congregación separatista estableció una iglesia en Plymouth que devino en una iglesia parroquial de la Iglesia Estatal Congregacionalista de Massachusetts. Eventualmente, un cisma se desarrolló a principios del siglo XIX, cuando gran parte de la congregación adoptó el unitarismo junto con muchas de las otras iglesias estatales en Massachusetts. Todo las iglesias estatales fueron desafiliadas del gobierno en 1834.
La congregación está actualmente afiliada con la Asociación Unitaria Universalista y tiene 64 miembros a partir de 2016.

### Edificios
Originalmente, la congregación celebró servicios cristianos en el Mayflower y luego en un fuerte en Burial Hill desde 1621 hasta 1648. El fuerte también se utilizó para otros eventos de la colonia, incluyendo las reuniones del Tribunal General de Plymouth. En 1648 se construyó el primero de los cuatro edificios de la iglesia en la plaza del pueblo. Las iglesias posteriores se construyeron en 1684, 1744 y 1831. La empresa de arquitectos Hartwell, Richardson & Driver diseñó el actual edificio de estilo románico, terminado en 1899, que reemplazó la estructura gótica de madera de 1831.  El 1899 edificio fue listado en el Registro Nacional de Sitios Históricos en 2014. Tiene ventanas en vidrio Tiffany que ilustran la historia del peregrino. El santuario cuenta con tallado de roble de cuarto de sierra y es uno de los mejores ejemplos de construcción de viga de martillo en los Estados Unidos.

## Imágenes

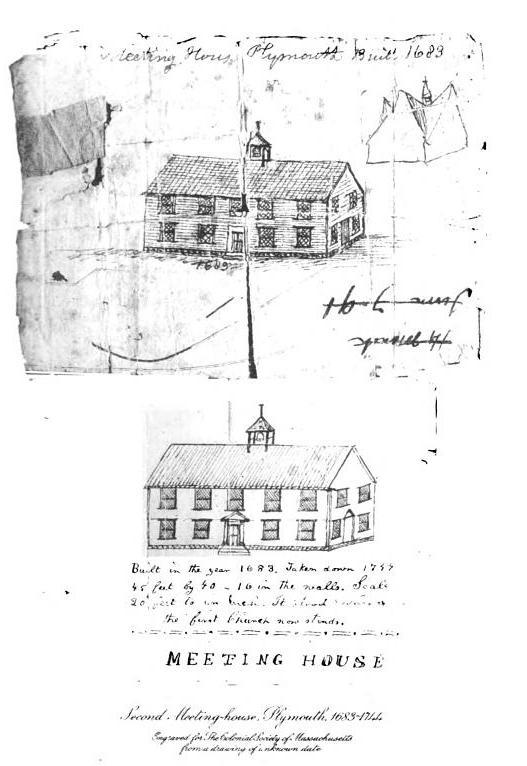
Primera Casa de Reunión Parroquial en 1683
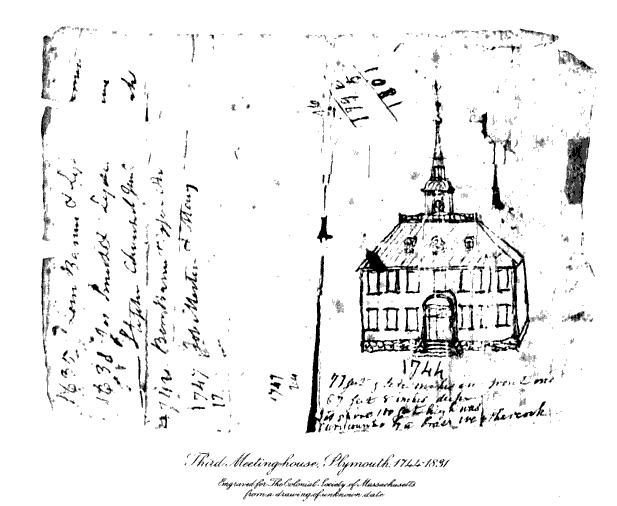
Primera Casa de Reunión Parroquial en 1744
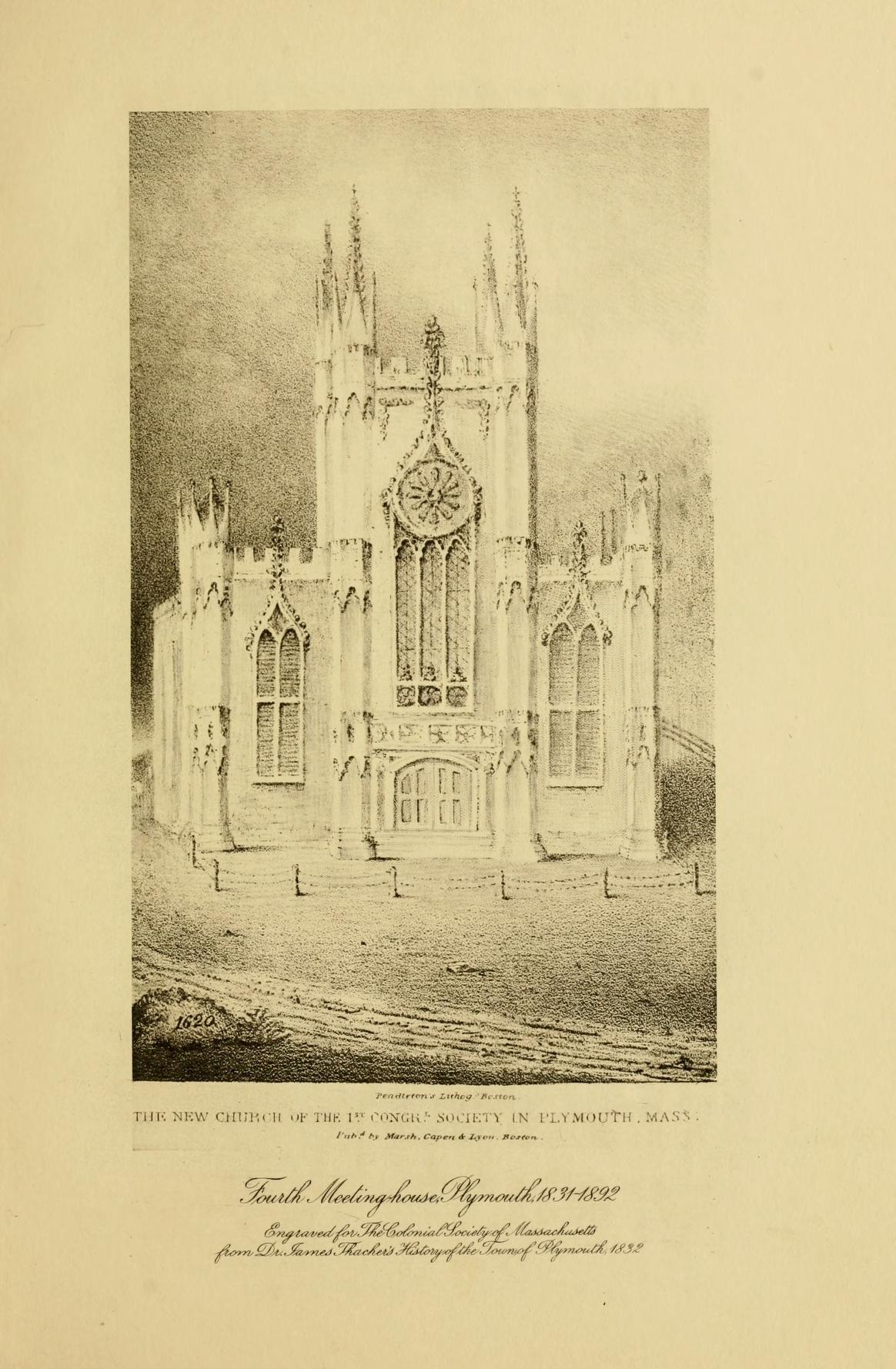
Primera Casa de Reunión Parroquial en 1831
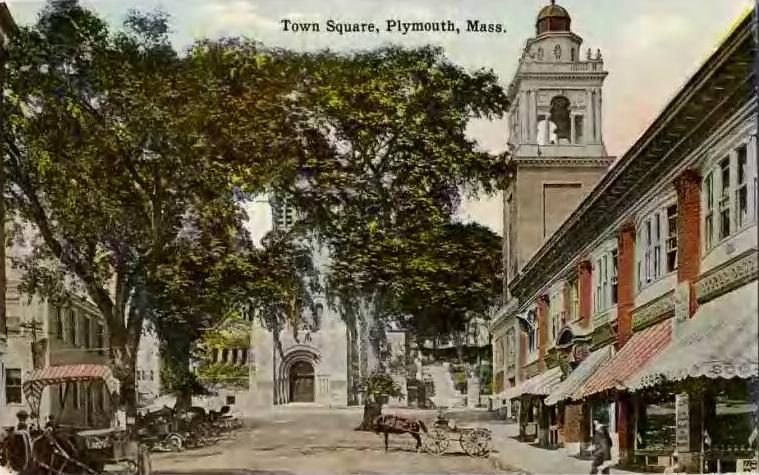
Primera Iglesia Parroquial en la Plaza de la Ciudad, ca. 1905
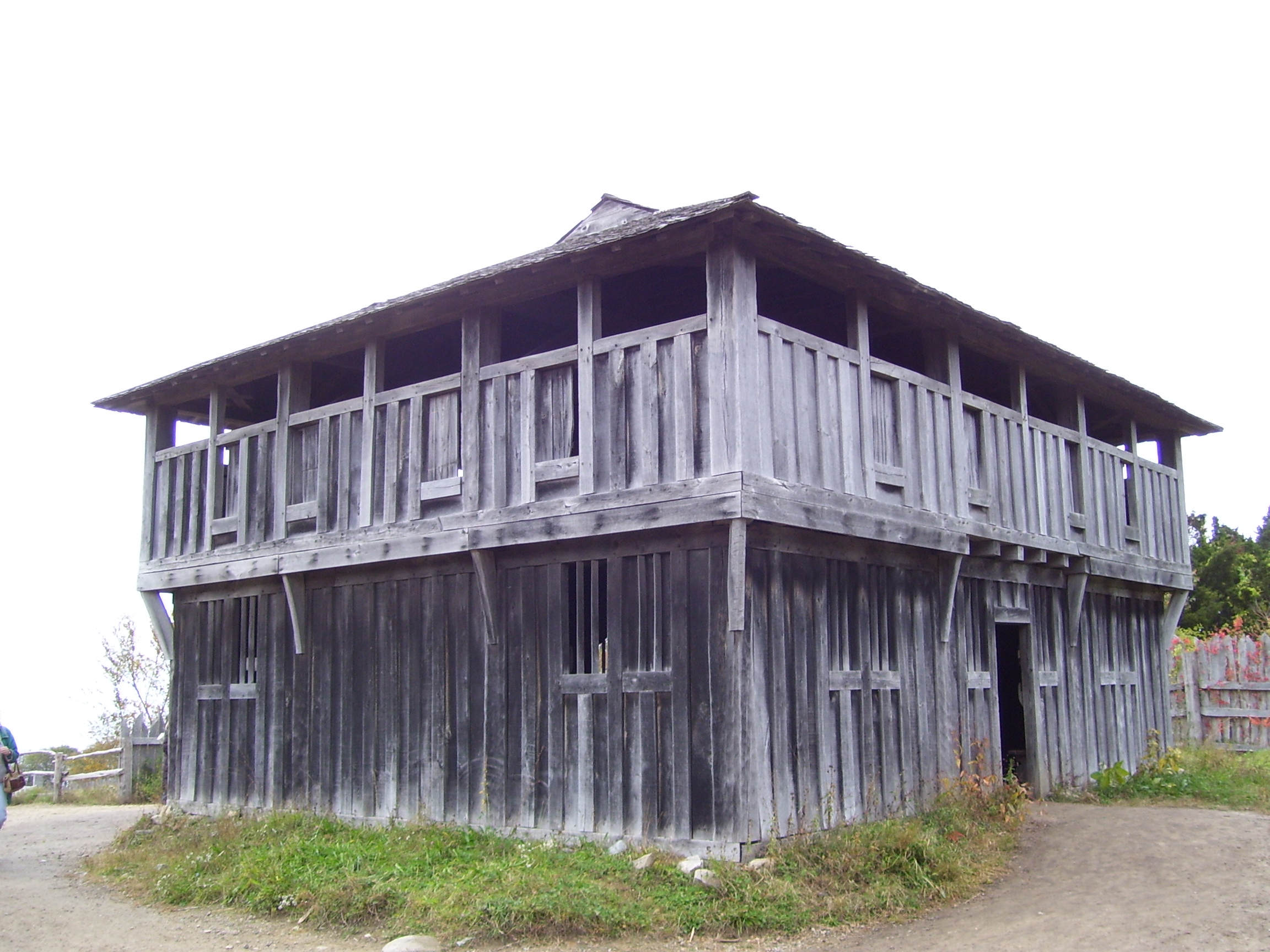
Recreación del Fuerte de Plymouth, primera casa de reunión de la iglesia en Plimoth Plantación
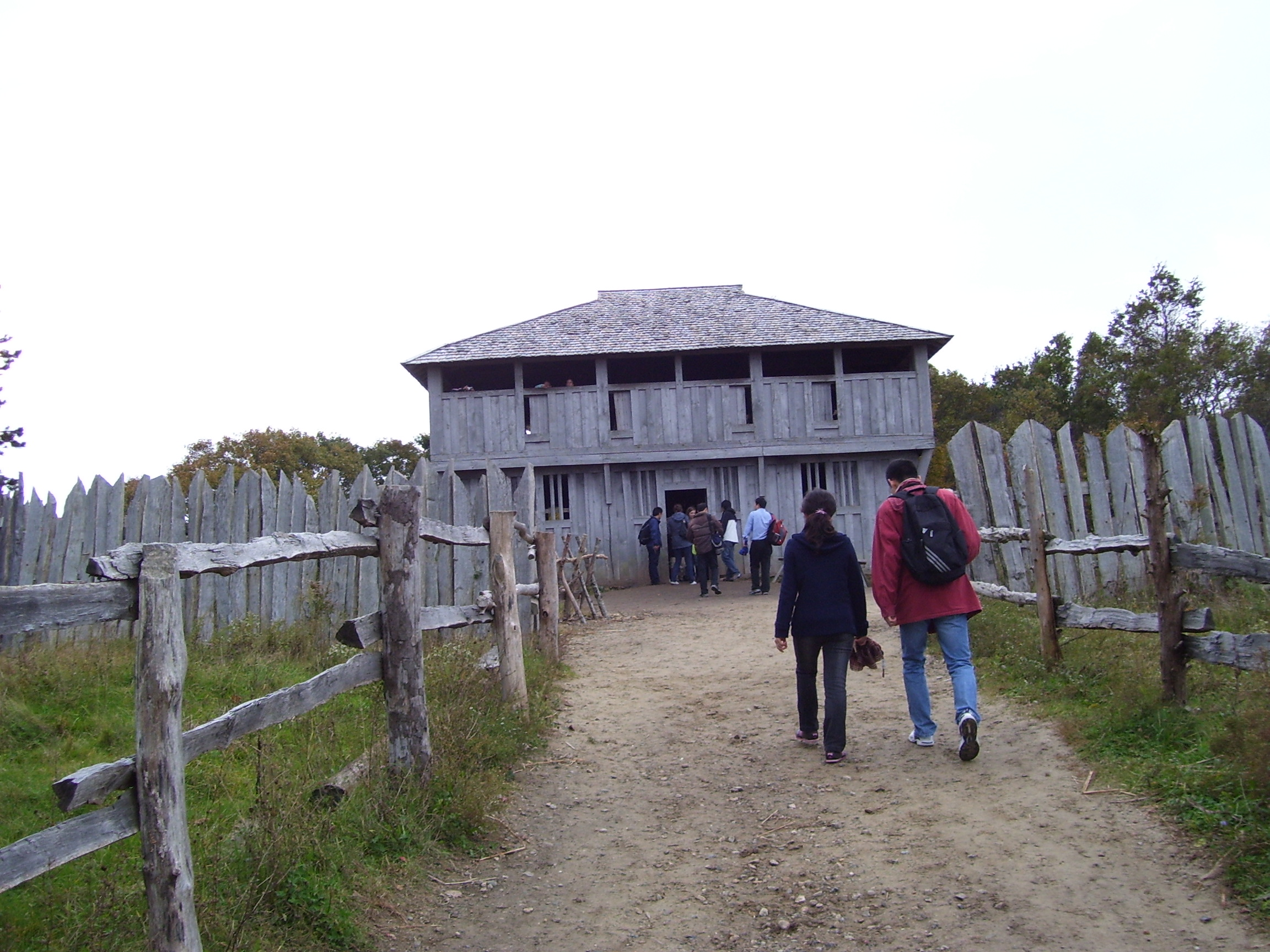
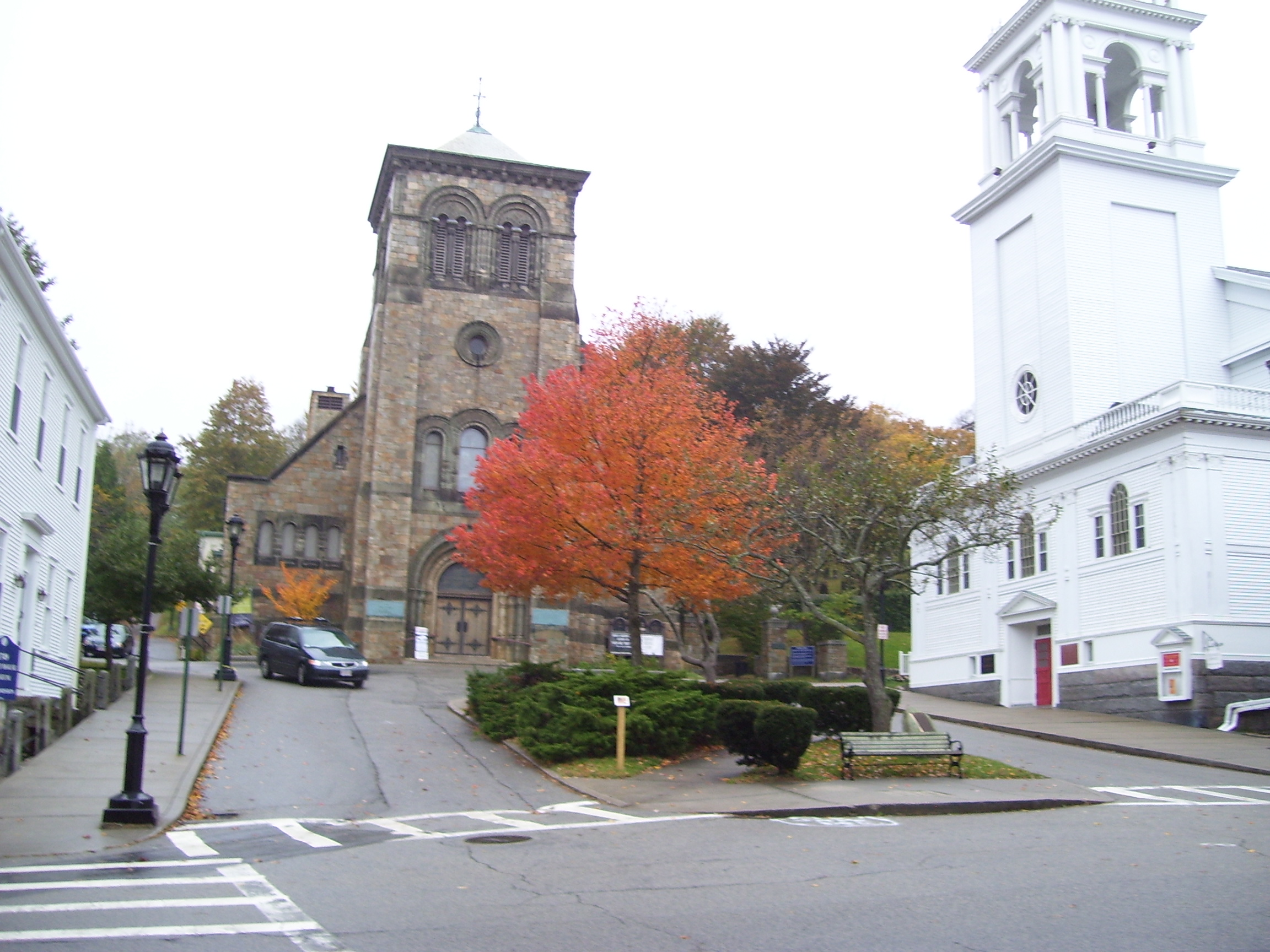
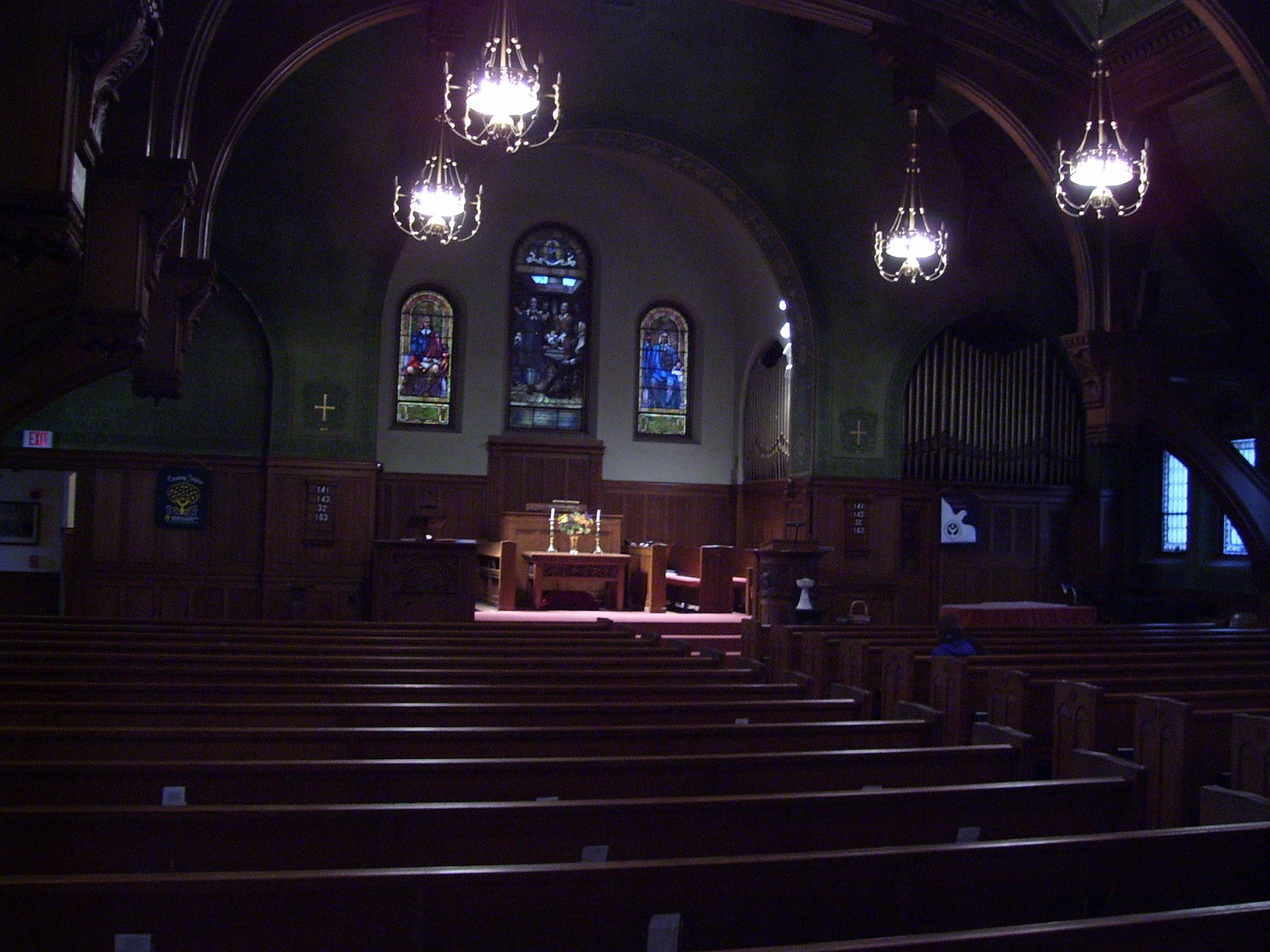
Interior
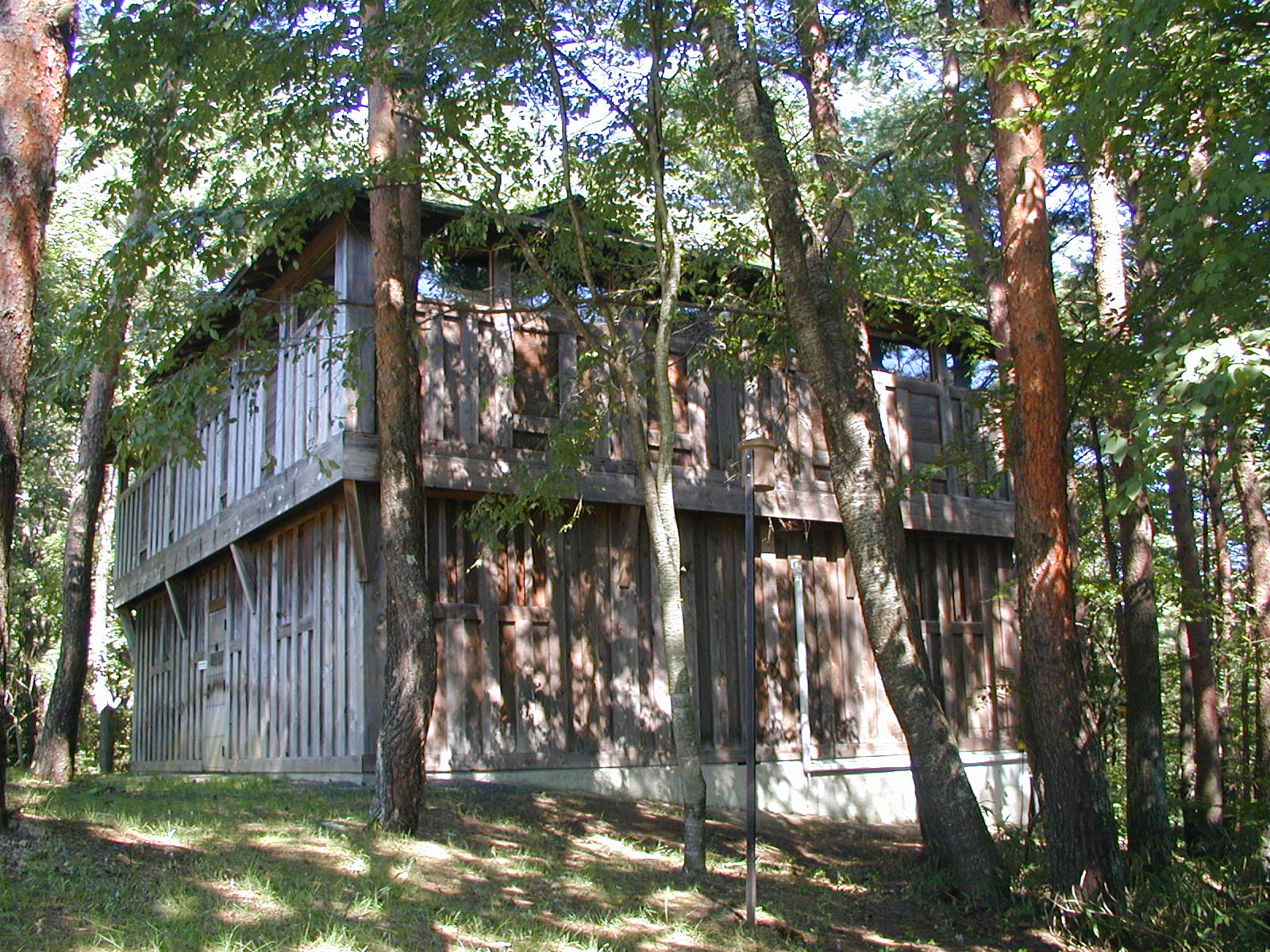
Casa en Shichigahama, Japón, una ciudad hermana de Plymouth.